# Albert Lundberg
Karl Albert Lundberg, född 28 juni 1868 i Stockholm, död 20 april 1939, var en svensk väg- och vattenbyggnadsingenjör. Han var far till Nils Lundberg.
Lundberg utexaminerades från Kungliga Tekniska högskolan 1889, blev löjtnant vid Väg- och vattenbyggnadskåren 1893, kapten 1904, major 1916 och överstelöjtnant 1931. Han var biträdande ingenjör vid byggandet av Norra stambanan 1889–1891, ingenjör vid Stockholm-Saltsjöns Järnvägs byggnad 1891–1893 och 1895–1896, biträdande ingenjör vid Väg- och vattenbyggnadsstyrelsen 1893–1894, extra fyringenjör 1896–1898, byråingenjör vid Stockholms stads byggnadskontor 1898–1905 samt överingenjör och chef för Stockholms stads hamn- och brobyggnader från 1905.
Lundberg var ledamot av Stockholms handelskammares frihamnskommitté 1908, av Kungliga järnvägsstyrelsen och Stockholms stads bangårdskommitté 1908–1910, av Stockholms stads lokalbanekommission 1910, av Lidingöbrokommissionen 1915–1916, av kajkommissionen i Göteborg 1916, av Stockholms skiljenämnd för handel, industri och sjöfart 1909–1917 samt ledamot av prisnämnder för tävlingar angående stads- och hamnplaner. Han utgav tekniska berättelser över en del bro- och hamnanläggningar i Stockholm. Albert Lundberg ansvarade bland annat för bygget av gamla S:t Eriksbron i Stockholm. Han är begravd på Solna kyrkogård.